# Samalut
Samalut ou Samalhout (arabe : سمالوط, du copte : ⲧⲥⲉⲙⲟⲩⲗⲟⲧ t-Semulot) est une ville du gouvernorat de Minya en Égypte. Elle est située sur la rive ouest du Nil, à environ 250 km au sud du Caire.
Son altitude est de 41 m.
La plus ancienne référence connue à la ville de Samalut se trouve dans une inscription funéraire copte qui remonte probablement au Ve siècle de notre ère.

## Population
| Année       | Nombre d'habitants |
| ----------- | ------------------ |
| 1986        | 62 404             |
| 1996        | 75 437             |
| 2006        | 91 475             |
| 2018        | 127 447            |
| 2023 (est.) | 149 227            |

## Religion
L'église de Samalut a été construite par l'impératrice Hélène, mère de Constantin le Grand, en 328 après J.-C., sur l'un des sites où la Sainte Famille aurait séjourné pendant sa fuite en Égypte. 
Samalut est le siège d'un diocèse copte orthodoxe.
Près de Samalut se trouve le monastère copte orthodoxe de la Vierge Marie à Gebel el-Teir, un important lieu de pèlerinage chrétien.

## Personnalités célèbres
- Michel VI d'Alexandrie (-1478), 92e patriarche copte d'Alexandrie, originaire de Samalut.
- Abdel Hakim Amer (1919-1967), maréchal et homme politique égyptien, né à Samalut.
- Antonios Naguib (1935-2022), cardinal égyptien, patriarche de l'Église catholique copte d'Alexandrie de 2006 à 2013, né à Samalut.
- Rami Malek (1981), acteur et producteur américain, né à Los Angeles d'une famille originaire de Samalut.